# Tamarix chinensis
Tamarix chinensis (sem. Tamarix pentandra), o tamarindo rosa ou taray catina, é um arbusto ou arbusto caducifolio. Está incluído na lista 100 das espécies exóticas invasoras mais daninhas do mundo da União Internacional para a Conservação da Natureza.

## Aparência
Este arbusto atinge a altura entre 3 e 5 m de altura; ramos longos e flexíveis, difíceis de partir, de corteza pardo-ruivo escuro, as mais jovens algo lustrosas e lampinhas.  Ramos delgados de tonalidade purpúrea. Folhas de 1,5 a 4 mm, parecidas às do ciprés; lanceoladas a ovadas, agudas, verde glaucas ou pálidas. Flores  rosadas pálidas ou asalmonadas, em racemos densos e delgados de 4-8 cm de comprimento, no verão após as folhas;  ao final dos ramos. Pétalas de 1 mm de comprimento, persistem após a maduração. Cápsulas aovadas, pequenas, com numerosas sementes pilosas (penacho de cabelos). Brácteas florais triangulares.

### Floresce
Em primavera, e em verão.

## Habitat
É endémica do sul da Rússia e de Ásia Menor e sudoeste e centro da Ásia, China.
É pouco exigente em solo, prefere terrenos estruturados, e suporta climas muito variados. Não se proíbe a poda. É uma espécie  para zonas litorais (próximas ao mar*, por tolerar muito bem esses ambientes salinos: nas areias e lagoas costeiras, ao longo dos rios e correntes de água, sobretudo nas que atravessam pantânos e outros depósitos subsalinos; associa-se com a Oleandro, salgueiro e sauzgatilho. Prefere os climas secos e calorosos.

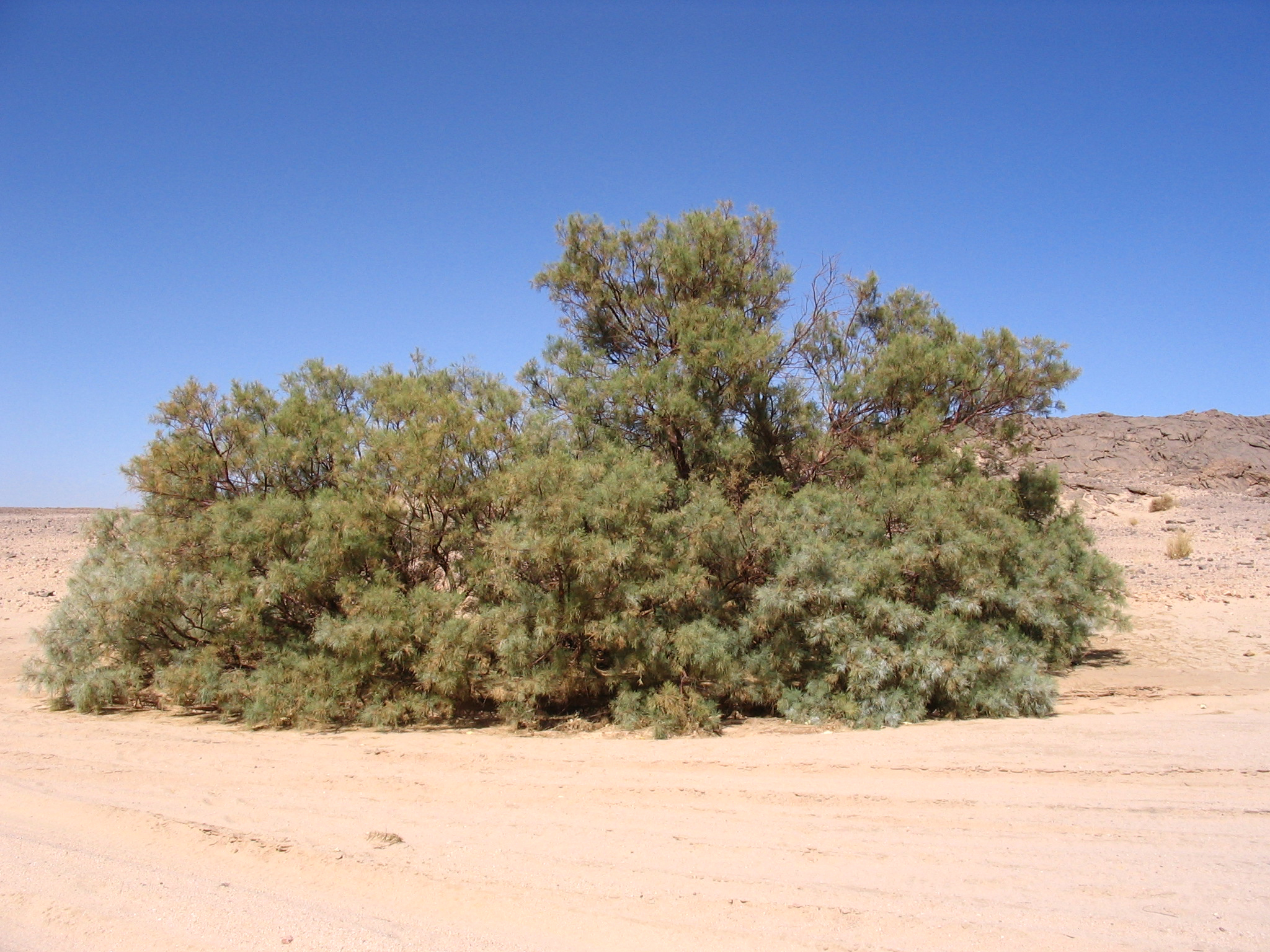
Um T. pentandra na Argélia

## Multiplicação
Multiplica-se tanto por semente, vegetalmente e por estacas de madeira do ano. Propaga-se muito facilmente por estacas de madeira dura de 3 dm, bem plantadas a profundidade.  E enraiza muito bem debaixo do vidro, através de estacas de madeira suave, apanhadas a princípios do verão. São muito indicados para fixar dunas e margens de rios.

## Madeira
É apreciada como combustível e seus ramos serviram, por serem flexíveis, para fazer maromas para as rodas e como atadeiros.

## Taxonomia
Tamarix chinensis foi descrita por João de Loureiro e publicado em Flora Cochinchinensis 1: 182–183. 1790.
Etimologia
O nome deste género conserva o que lhe davam os romanos e se crê derivado do rio Tamaris da Tarraconense —ao que parece o atual rio Tambre, em cujas orlas cresciam com profusão estes arbustos.
chinensis, epíteto que alude a sua distribuição geográfica na China.
Sinonímia
- Tamarix gallica var. chinensis (Lour.) Ehrenb.
- Tamarix juniperina Bunge
- Tamarix pentandra Pall.[3]